# HMAS Lolita
HMAS „Lolita” – australijski patrolowiec i okręt pomocniczy z okresu II wojny światowej.

## Historia

### Lolita
Luksusowy jacht motorowy „Lolita” został zbudowany w stoczni H. L. Holmes and Co  w Sydney w 1936, wodowanie odbyło się 30 października 1936. Został zbudowany na zamówienie państwa A. D. Walker z Broken Bay. Jacht mierzył 54 stopy (16,45 m) długości, 13 stóp i 5 cali (4,1 m) szerokości, jego zanurzenie wynosiło 3 stopy i 2 cale (0,9 m).  Napęd stanowiły dwa sześciocylindrowe silniki spalinowe Gray o mocy 91 KM każdy (w późniejszych czasie zastąpione silnikami Vosper-Ford V8) i dwie śruby. Wyporność jachtu wynosiła 18 ton.
2 stycznia 1940 jacht został sprzedany przez pierwszego właściciela H. Smallowi (właściciela bardzo znanej i popularnej wówczas fabryki czekolady  H Small and Co) z Sydney za 3200 funtów.

### HMAS Lolita
Po wybuchu II wojny światowej jacht wszedł do służby Royal Australian Navy (RAN) 26 września 1941, w ramach ochotniczej organizacji Naval Auxiliary Patrol, a popularnie znanej jako „Hollywood Fleet”. Należały do niej cywilne jachty, często bardzo luksusowe ochotniczo oddane przez ich właścicieli w ręce RAN-u.  W skład „hollywoodzkiej floty” wchodziły także takie jachty jak „Lauriana” czy „Sea Mist”. Marynarze NAP-u, popularnie zwani nappies (dosłownie – „pieluszki”) byli ochotnikami, zazwyczaj zdyskwalifikowanymi z normalnej służby czynnej z powodu wieku lub chorób.
Do służby wszedł 22 listopada 1941 jako HMAS „Lolita” (14). Okręt został uzbrojony w dwa pojedyncze karabiny maszynowe Vickers (7,7 mm) i cztery bomby głębinowe na dwóch zrzutniach.
Początkowo „Lolita” służyła jako okręt zaopatrzeniowy (tender) w bazie HMAS „Penguin”, następnie była używana jako patrolowiec (channel patrol boat) w Sydney Harbour. Okręt był na służbie przy zaporze bonowej wraz z HMAS „Yarroma” w nocy 31 maja 1942 w czasie japońskiego ataku miniaturowych okrętów podwodnych i zaatakował japoński okręt podwodny bombami głębinowymi.
„Lolita” została wykupiona od jej właściciela 25 czerwca 1942 za 3000 funtów. W późniejszym okresie okręt służył w Cairns w roli okrętu ratowniczego (air sea rescue boat) już jako HMAS „Lolita” (907). W październiku 1944 „Lolita” przebywała w Jayapura.
Okręt zatonął 13 czerwca 1945 w Sydney Harbour po eksplozji w maszynowni, cztery dni później z powodu obrażeń doznanych w czasie eksplozji zmarło w szpitalu dwóch mechaników okrętu.

## Lista ofiar załogi okrętu
- motor mechanic IV (mechanik IV kategorii) William Bertalli – zm. 17 czerwca 1945[7]
- motor mechanic IV Alfred Smith – zm. 17 czerwca 1945[8]

## Lista dowódców okrętu
Wszyscy dowódcy byli rezerwistami RAN-u.
- warrant officer Herbert S. Anderson – 22 listopada 1941 - 1 października 1942
- sub-lieutenant Norman K. Cox – 1 października 1942 - 17 listopada 1942
- lieutenant Reginald T. Andrew – 17 listopada 1942 - 1 maja 1944
- sub-lieutenant Keith A. Ross – 1 maja 1944 - 21 stycznia 1945
- lieutenant J. Trim – 21 stycznia 1945 - 13 czerwca 1945